# اردشیر دوم (شاه پارس)
اردشیر دوم یا ارتخشیر دوم از شاه پارس بود. او در سده نخست پیش از میلاد فرمان‌روای دولت خراجگزار در پارس زیر فرمان شاهنشاهی اشکانیان بود. کتیبه‌یی به زبان پارسی میانه بر روی یک فنجان نقره‌ای با نام او به‌جا مانده است.  پس از او برادر ش، وهشیر یکم، جانشین او شد.